# Новопашин Аркадій Аркадійович
Арка́дій Арка́дійович Новопа́шин (15 липня 1932, Дніпропетровськ — 20 лютого 2014, Дніпропетровськ) — український радянський шахіст, майстер спорту СРСР (1960), срібний призер чемпіонату України 1973 року.

## Біографія
Аркадій Новопашин народився у Дніпропетровську. Закінчив Дніпропетровський державний університет. Кандидат фізико-математичних наук.
Під час німецько-радянської війни проживав в евакуації в Казахстані у місті Джамбул. Там він захопився шахами і незабаром став одним із найсильніших юних шахістів Казахстану, був чемпіоном республіки серед юнаків. У 1951 році був призваний в армію, строкову службу проходив на Північному флоті. Під час служби став кандидатом у майстри спорту. У 1954 році посів друге місце (програв додатковий матч Анатолію Лутікову) у першості Збройних Сил СРСР, а у 1955 році став чемпіоном Москви у складі команди Московського гарнізону.
Після демобілізації поступив до Московського інженерно-фізичного інституту (МІФІ). З того часу поєднував заняття шахами із заняттями наукою. У 1958 році перевівся з МІФІ до Дніпропетровського університету на фізико-технічний факультет, де було створено виключно сприятливу атмосферу для занять шахами для студентів та викладачів. Фактично з 1958 року Аркадій Новопашин був провідним дніпропетровським шахістом. Починаючи з кінця 1950-х до 1980-х років Аркадій Новопашин очолював університетську команду на різних всесоюзних змаганнях серед закладів вищої освіти. Багаторазовий призер чемпіонатів СРСР та України серед ЗВО.
Багаторазовий учасник чемпіонатів України із шахів, найкращий результат — срібна нагорода чемпіонату України 1973 року.
У 1960 році виконав норму майстра спорту за результатами виступу у півфінальному турнірі чемпіонату УРСР, що проходив у Києві.
Дворазовий учасник фінальних турнірів чемпіонатів СРСР, зокрема у 1962 році розділив 12—15 місця і 1963 році — 18—19 місця. Учасник турніру 1 ліги чемпіонату СРСР 1981 року (посів останнє 18 місце).
У 1964 році розділив 4—9 місця на міжнародному турнірі Меморіал Рубінштейна (Польща).
У 1998 році Аркадій Новопашин у віці 65 років переміг у дуже сильному за складом круговому турнірі на першість Дніпропетровської області. Протягом 1998—1999 років він зіграв ще у кількох турнірах, у тому числі у чемпіонаті України, що пройшов у Алушті. Після чого завершив активні виступи. У 2000-х проживав у Москві. Помер у 2014 році, похований на Фрунзенському кладовищі у Дніпрі.

## Статистика виступів

### Результати виступів у чемпіонатах України
Аркадій Новопашин зіграв у 7 фінальних турнірах чемпіонатів України, набравши при цьому 53½ очка з 99 можливих.
| Рік  | Місто           | Турнір                 | + | − | = | Результат | Місце   |
| ---- | --------------- | ---------------------- | - | - | - | --------- | ------- |
| 1960 | Київ            | 29-й чемпіонат України | 8 | 3 | 6 | 11 з 17   | 4 — 5   |
| 1961 | Київ            | 30-й чемпіонат України | 5 | 5 | 5 | 7½ з 15   | 8 — 9   |
| 1968 | Київ            | 37-й чемпіонат України | 2 | 8 | 7 | 5½ з 17   | 15 — 16 |
| 1973 | Дніпропетровськ | 42-й чемпіонат України | 9 | 1 | 3 | 10½ з 13  | Silver  |
| 1974 | Львів           | 43-й чемпіонат України |   |   |   | 7½ з 13   | 11 — 16 |
| 1978 | Ялта            | 47-й чемпіонат України | 4 | 5 | 6 | 7 з 15    | 11      |
| 1999 | Алушта          | 68-й чемпіонат України | 3 | 3 | 3 | 4½ з 9    | 26 — 36 |

### Результати виступів у чемпіонатах СРСР
| Рік  | Місто       | Турнір                            | + | −  | =  | Результат | Місце   |
| ---- | ----------- | --------------------------------- | - | -- | -- | --------- | ------- |
| 1953 | Київ        | Чвертьфінал 21-го чемпіонату СРСР |   |    |    | 10 з 15   | 3 — 5   |
| 1954 | Горький     | Півфінал 22-го чемпіонату СРСР    | 4 | 10 | 6  | 7 з 20    | 17 — 19 |
| 1960 | Вільнюс     | Півфінал 27-го чемпіонату СРСР    | 4 | 5  | 8  | 8 з 17    | 10 — 12 |
| 1962 | Єреван      | 30-й чемпіонат СРСР               | 3 | 6  | 10 | 8 з 19    | 12 — 15 |
|      | Москва      | Півфінал 31-го чемпіонату СРСР    | 7 | 2  | 6  | 10 з 15   | 3       |
| 1963 | Ленінград   | 31-й чемпіонат СРСР               | 3 | 9  | 7  | 6½ з 19   | 18 — 19 |
| 1981 | Миколаїв    | Півфінал 49-го чемпіонату СРСР    | 5 | 2  | 8  | 9 з 15    | 3 — 4   |
|      | Волгодонськ | 1 ліга 49-го чемпіонату СРСР      | 0 | 8  | 9  | 4½ з 17   | 18      |

### Інші турніри
| Рік  | Місто          | Турнір               | + | − | = | Результат | Місце |
| ---- | -------------- | -------------------- | - | - | - | --------- | ----- |
| 1964 | Поляниця-Здруй | Меморіал Рубінштейна | 5 | 3 | 7 | 8½ з 15   | 4 — 9 |